# Diasporus lynchi
Diasporus lynchi — вид жаб родини листкових жаб (Eleutherodactylidae). Описаний у 2022 році.

## Назва
Вид названо на честь американського герпетолога Джона Дугласа Лінча (нар. 1942), який першим знайшов вид під час своїх досліджень Бахо-Каліми, а також на знак визнання його великого внеску в розуміння таксономії та систематики надродини жаб Brachycephaloidea.

## Поширення
Вид знайдений неподалік лісової станції Бахо-Каліма у департаменті Вальє-дель-Каука на заході Колумбії. Голотип був знайдений за голосом у лісовій підстилці вздовж потоку в первинному лісі вночі. Паратипи також були знайдені вздовж річки в первинному, але зрідженому лісі. Обидва паратипи були знайдені на відстані не більше 2 м від струмка. Таким чином, вид, здається, пов'язаний із струмками в первинних лісах.